# Robert Bartley
Robert Leroy Bartley (12 de octubre de 1937 - 10 de diciembre de 2003) fue el editor de la página de opinión de The Wall Street Journal por más de 30 años. Ganó un Premio Pulitzer de la opinión por escrito y recibió la Presidential Medal of Freedom en 2003.

## Biografía
Bartley comenzó en el diario en 1962. Después de trabajar como reportero en las oficinas de Chicago y Filadelfia, se convirtió en parte de la página editorial en 1964. En 1972, se convirtió en editor de la página editorial, en 1979, en editor del diario. 
En 1980, ganó el premio Pulitzer de editorial escrita.
En 1982, John Tebbel, profesor emérito de periodismo de la Universidad de Nueva York, llamó a Bartley "el escritor editorial más influyente de mi tiempo".
En 1983, fue nombrado vicepresidente de Dow Jones & Company, la empresa que era propietaria del diario.
Fue el autor de "The Seven Fat Years: And How to Do It Again", publicado en 1992, un libro sobre la política económica de la administración Reagan.
En diciembre de 2002, renunció como editor de la página editorial del Wall Street Journal. En diciembre de 2003, una semana antes de morir de cáncer, el presidente George W. Bush anunció que Bartley se adjudicó la Presidential Medal of Freedom (Medalla Presidencial de la Libertad), el más alto reconocimiento civil de Estados Unidos.